# 五明
五明（ごみょう、pañcavidyā）とは、古代インドの学問の分類。仏教を通じて日本にも影響を与えた。

## 内容
仏教においては、仏教内における「内（ない）の五明」と、世俗一般の「外（げ）の五明」とが区別される。
「内の五明」は、
- 声明（しょうみょう、śabda）: 文法・文学
- 因明（いんみょう、hetu）: 論理学
- 内明（ないみょう、adhyātma）: 教理学
- 工巧明（くぎょうみょう、śilpakarmasthāna）: 工芸・数学・暦学
- 医方明（いほうみょう、cikitsā）: 医学・薬学・呪法

の5つ。
「外の五明」は、因明、内明の代わりに、
- 呪術明（じゅじゅつみょう）: 呪術
- 符印明（ふいんみょう）: 呪符・呪印

の2つが入る。